# Карбид никеля
Карби́д ни́келя (углеро́дистый ни́кель, химическая формула — Ni3C) — бинарное неорганическое соединение никеля и углерода.
При стандартных условиях, карбид никеля — серые кристаллы гексагональной сингонии.

## Физические свойства
Карбид никеля образует серые кристаллы
гексагональной сингонии,
параметры ячейки a = 0,2646 нм, c = 0,4329 нм.

## Химические свойства
- Разлагается при кристаллизации:

{\displaystyle {\mathsf {Ni_{3}C\ {\xrightarrow {}}\ 3Ni+C}}}

## Получение
- Растворение углерода в расплаве никеля:

{\displaystyle {\mathsf {3Ni+C\ {\xrightarrow {T}}\ Ni_{3}C}}}
- Взаимодействие метана и никеля:

{\displaystyle {\mathsf {3Ni+CH_{4}\ {\xrightarrow {T}}\ Ni_{3}C+2H_{2}}}}